# Franklin Santander
Franklin Santander Oblitas (La Paz, Bolivia) es un comunicador, consultor y político boliviano. Fue Director de Participación Popular y Control Social, es experto en planificación del desarrollo, gestión pública y derechos humanos. Fue el Viceministro de Autonomías de Bolivia desde el 10 de junio de 2020 hasta el 8 de noviembre de 2020 durante el gobierno de la presidenta Jeanine Áñez Chávez.
A través de su experiencia en planificación y políticas públicas, Santander ha contribuido con una serie de instrumentos normativos y de gestión a nivel carácter nacional, departamental y municipal en derechos de la niñez, transparencia en la gestión pública, planificación territorial y desarrollo de servidores públicos en Bolivia. Asimismo, ha asesorado a varios países en el desarrollo y propuestas de políticas contra la violencia hacia la niñez. Tiene publicaciones en diferentes temáticas del desarrollo.
Es líder país de la Cumbre Global de Liderazgo y de Capitol Ministries en Bolivia. Ha establecido INTEGRITAS Escuela de Gobierno y actualmente es consultor experto en desarrollo integral y protección de la niñez.